# Vonwillebrandfactor
De vonwillebrandfactor is een stollingseiwit dat betrokken is bij bloedstolling. Het eiwit is genoemd naar de Finse arts Erik Adolf von Willebrand (1870–1949).
Als een bloedvat beschadigd raakt, komt er een proces op gang dat bloedstolling wordt genoemd. Hierbij zijn bloedplaatjes (trombocyten) betrokken, maar ook ongeveer 20 stollingseiwitten, waaronder het belangrijke eiwit "vonwillebrandfactor" (vWf). 

## Functie
Als een bloedvat beschadigd raakt, komt collageen dat zich in de vaatwand bevindt in contact met bloed. De vonwillebrandfactor bindt aan dit collageen, zodat de bloedstolling wordt geactiveerd. Geactiveerde vonwillebrandfactor zorgt voor adhesie van trombocyten en ook voor verkleving van trombocyten onderling, waardoor een stolsel gevormd wordt dat de bloeding stopt. Dit stolsel wordt na genezing van de verwonding weer opgeruimd. Verder fungeert de vonwillebrandfactor als transporteiwit voor stollingsfactor VIIIC. 

## Verlaagde waarde
Als het lichaam te weinig of een slecht functionerende vonwillebrandfactor aanmaakt, kan dit leiden tot een bloedingsneiging. Het bloedstollingssysteem functioneert niet goed waardoor de patiënt, afhankelijk van de ernst van de ziekte, last heeft van geringe tot ernstige bloedingen. Voorbeelden hiervan zijn veel bloedverlies tijdens de menstruatie, (na)bloedingen na het trekken van een kies of na tonsillectomie of het veel last hebben van neusbloedingen. Een verlaagde concentratie of verminderde werking van de vonwillebrandfactor is meestal aangeboren (erfelijk), maar ook niet-erfelijke (verworven) vormen komen voor. Erfelijke vormen worden aangeduid als ziekte van Von Willebrand terwijl verworven vormen worden aangeduid als het vonwillebrandsyndroom.

## Verhoogde waarde
Verhoogde waarden van de vonwillebrandfactor in het bloed komen voor bij een acute ziekte, bij stress of bij ontstekingen. Verder leiden zwangerschap (vooral in het derde trimester) en het gebruik van de anticonceptiepil tot hogere hoeveelheden vonwillebrandfactor in het bloed. Als er bij de bloedafname overmatig gestuwd wordt kan dit ook leiden tot verhoogde concentraties omdat er vonwillebrandfactor vrijkomt uit de vaatwand.